# Kirgizië op de Olympische Jeugdwinterspelen 2012
Kirgizië was een van de landen die deelnam aan de Olympische Jeugdwinterspelen 2012 in Innsbruck, Oostenrijk.

## Deelnemers en resultaten
(m) = mannen, (v) = vrouwen 

### Langlaufen
| Olympiër           | Onderdeel          | Resultaat | Prestatie         |
| ------------------ | ------------------ | --------- | ----------------- |
| Zafar Shakhmuratov | 10 km klassiek (m) | 46e       | 39.07,1 (+9.38,3) |
| Zafar Shakhmuratov | sprint (m)         | 43e       | kwalificatie      |